# Sant'Andrea di Conza
Sant'Andrea di Conza là một đô thị (comune) thuộc tỉnh Avenllino trong vùng Campania của Ý. Sant'Andrea di Conza có diện tích 6 km2, dân số là 1930 người (thời điểm ngày).